# Carretado
Der Carretado war eine spanische Masseneinheit in Mexiko für Kalk.
- 1 Carretado = 10 Cargas = 120 Arrobas = 1380,188 Kilogramm